# M.I.A.
Mathangi "Maya" Arulpragasam, OBE (em tâmil: மாதங்கி "மாயா" அருள்பிரகாசம்) (Hounslow, Londres, 18 de julho de 1975), mais conhecida como M.I.A., é uma cantora, rapper, compositora, cineasta, produtora, diretora e ativista britânica de origem tâmil (Sri Lanka). As suas composições combinam elementos da música eletrônica, alternativa, dance, hip hop, pop, rap progressivo, música experimental e world music. M.I.A. começou sua carreira em 2000 como artista plástica, designer e cineasta no leste de Londres, antes de começar sua carreira musical em 2002. Alcançou destaque no início de 2004 com seus singles "Sunshowers" e "Galang", começando pelo Reino Unido e Canadá e chegando a posição de 11º lugar na Billboard Hot Dance Singles Sale, sendo nomeada ao Oscar, dois Grammy Awards e dois Mercury Prize.
Ela lançou seu álbum de estreia, "Arular" em 2005, e seu segundo álbum "Kala" em 2007, ambos aclamados pela crítica especializada. Arular entrou nas paradas da Bélgica, Suécia, Japão, Noruega e nos EUA onde alcançou 16 no Billboard Album Chart Top Independent e número 3 no Dance/Electronic Albums Chart. Kala foi certificado de prata no Reino Unido, de ouro no Canadá e nos Estados Unidos , onde liderou o Dance/Electronic Albums Chart, ele também entrou em vários países da Europa, no Japão e na Oceania. O primeiro single do álbum "Boyz" alcançou Top 10 no Canadá e no Billboard Hot Dance Songs. O terceiro single do álbum "Paper Planes" entrou no Top 20 mundial e chegou ao número quatro no Billboard Hot 100.
"Paper Planes" foi certificado de ouro na Nova Zelândia e três vezes disco e platina no Canadá e nos EUA, a partir de novembro de 2011 foi classificada como a sétima maior canção da era digital feita por um artista britânico. Tornou-se o 2º maior single da XL Recordings até o momento. O terceiro álbum de M.I.A., "Maya" estilizado /\/\/\Y/\ foi lançado em 2010 logo após a controvérsia acerca do curta-metragem "Born Free". Este foi o álbum que, apesar das críticas medianas, alcançou melhores posições nos charts ao redor do mundo, alcançando número nove nos EUA e ficando em primeiro novamente no Dance/Eletronic Albums. Também estreou no Top 10 da Finlândia, Noruega, Grécia e Canadá. O single "XXXO" alcançou Top 40 no Reino Unido, Bélgica e Espanha. M.I.A. já lançou quatro turnês mundiais, passando no Brasil somente com uma delas, a Arular Tour em 2005 M.I.A. performou no Tim Festival no Rio de Janeiro e São Paulo ao lado de Deize Tigrona. "Bucky Done Gun", música lançada por M.I.A. (álbum Arular) em 2005 teve como base a música "Injeção" de Deize Tigrona, que é fundadora da sua própria gravadora multimídia, a NEET Recordings.
Primeiras composições da M.I.A. foram feitas com o Roland MC-505, posteriormente seu trabalho foi marcado pela evolução de seu som, com texturas em camadas de instrumentos, eletrônica e samples sonoros incomuns para formar seu aclamado e distintivo estilo de música avant garde. Liricamente incorporando uma gama de referências políticas, sociais, filosóficas e culturais que tem desafiado  as convicções existentes de música pop. M.I.A. foi um dos primeiros artistas a ganhar público através da internet depois de postar muitas de suas canções em sites como o MySpace. M.I.A. é filantropa e humanitária fora de sua carreira musical. Em 2002 recebeu uma nomeação ao "Alternative Turner Prize" pela sua arte. Ela é a única artista na história a ser nomeada para um Oscar, Grammy, Brit Awards, Mercury Prize e Alternative Turner Prize e a primeira artista de origem asiática a ser nomeada para um Oscar e Grammy no mesmo ano. Em 2005, MIA foi a artista do ano pela URB e apontada como uma das artistas de definem a década dos anos 2000 pela revista Rolling Stone na sua lista de "Melhores da Década". A revista Esquire classificou M.I.A. como uma das 75 pessoas mais influentes do século XXI e a revista Time nomeou M.I.A. umas das pessoas mais influentes do mundo.

## Biografia

### 1975-2000: Início da vida e da educação
Maya nasceu em Hounslow, Londres. Filha de Arul Pragasam, engenheiro, escritor e ativista, e da sua esposa, Kala, costureira, seus pais eram devotos hindus e do Sri Lanka, de origem tâmil. O casal teve duas filhas no Reino Unido na década de 1970, Mathangi ("Maya") e irmã mais velha, Kali, ambos nomeados após dois dos Mahavidyas, as 10 divindades deusa tântrica no hinduísmo. Quando Maya estava com seis meses de idade, sua família mudou-se para Jaffna, uma cidade tâmil no norte do Sri Lanka, onde seu irmão Sugu, nasceu. Lá, seu pai adotou o nome de Arular e tornou-se um ativista político e membro fundador da Eelam Organização Revolucionária dos Estudantes (EROS), um grupo Tamil político que trabalhou para combater a discriminação sistemática contra os tâmeis, minoria visível na ilha, através do estabelecimento de um Estado independente Tamil Eelam.
Os primeiros quase 11 anos de vida de Maya foram marcados pelo deslocamento causado pela guerra civil do Sri Lanka. Sua família teve que se esconder do exército do Sri Lanka e Maya tinha pouco contato com seu pai durante este período. Ela descreveu a família como vivendo em "big-time" da pobreza durante sua infância, mas também lembra algumas de suas memórias mais felizes de crescer em Jaffna. Maya participou Tamil hindu e escolas conventuais, como Convento Sagrada Família, Jaffna onde desenvolveu suas habilidades de arte - pintura em particular - trabalhar seu caminho até a classe. Durante a guerra civil, ela observa como "exploração bullying" o caminho soldados iria colocar armas através buracos nas janelas e atiram na escola.
Seus colegas de classe foram treinados para mergulhar debaixo da mesa ou correr ao lado de escolas de língua inglesa que, segundo ela, "não levavam tiros". Maya viveu em uma estrada ao lado de grande parte de sua família, e jogada dentro de templos e igrejas da cidade. Kala (sua mãe) mudou-se e, claro, seus filhos (Maya, Kali, e Sugu) para Chennai, em Tamil Nadu, na Índia, devido a preocupações de segurança. Lá, viviam em uma casa abandonada e recebiam visitas esporádicas do pai (Arular), que foi apresentado à criança como o seu "tio" a família menos o seu "tio" (pai), então reassentados em Jaffna temporariamente, apenas para ver a guerra escalar ainda mais no nordeste e 9 anos escola primária de idade, Maya foi destruída em um ataque do governo. Depois de experimentar a violência nas mãos dos soldados, a mãe de Maya se mudou com seus filhos de volta para Londres, em 1986, uma semana antes do aniversário de onze anos de Maya onde estavam alojados os refugiados. Arular permaneceram na ilha e tornou-se um mediador independente paz entre os dois lados da guerra civil no final dos anos 1980-2010.
Maya passou o resto de sua infância e adolescência morando na propriedade Ponte Phipps, no distrito de Mitcham, sudoeste de Londres, onde aprendeu a falar Inglês, e sua mãe criou os filhos em uma modesta renda. Maya entrou no último ano da escola primária no outono de 1986 e rapidamente dominou o idioma Inglês devido a ser muito auto-motivada. A família sofreu abuso racial durante sua estadia na propriedade. Enquanto vivia no Reino Unido a criar os filhos, sua mãe tornou-se um cristã praticante em 1990 e trabalhou como costureira encomendou para a família real britânica durante a maior parte de sua carreira.
Ela atualmente trabalha em sua casa em Tooting, sul de Londres. Maya teve uma relação difícil com o pai. Devido às suas atividades políticas em 1980 e completa ausência durante sua vida a partir de idades 11-29 quando ele tiver falado depois de ouvir do lançamento de seu álbum de estréia, dizendo-lhe: "Eu estou orgulhoso de você, mas você deve mudar o título. Amor, papai."

Maya participou de Escola Lodge Alta em Wimbledon. Ela foi para a universidade e recebeu seu diploma de graduação em Belas Artes, Cinema e Vídeo, em Junho de 2001 a partir do centro de Londres Saint Martins College of Art and Design.  Inicialmente seu pedido para a escola foi rejeitado, mas ela acabou por deixar e recebeu uma bolsa de estudos, sendo dito que ela "tinha cara de pau".

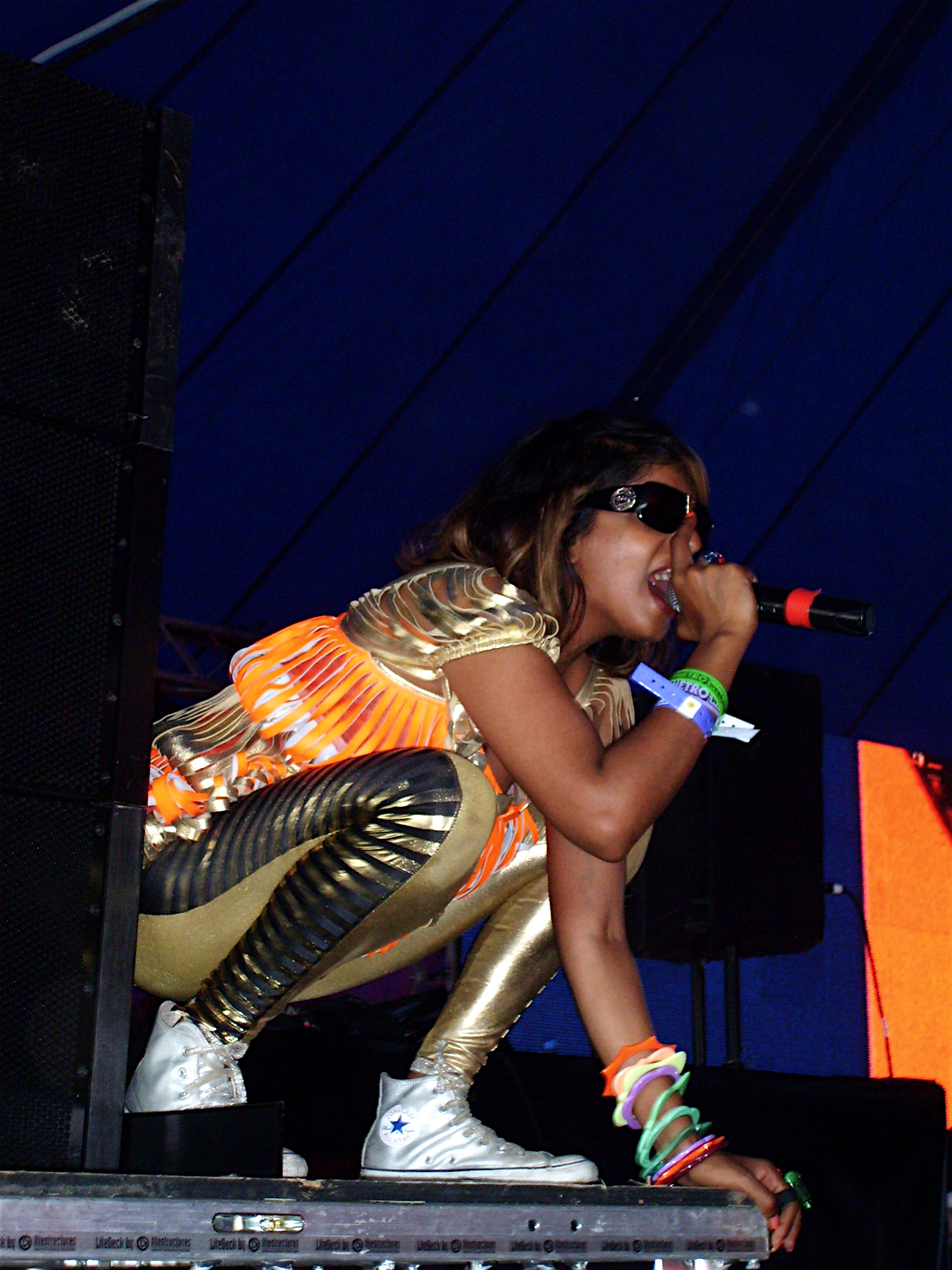
M.I.A. cantando em 2007, em foto de Louis Beche.

## Carreira

### MAYA e Novo Álbum
MAYA foi o terceiro álbum da cantora que teve como primeiro single a música XXXO . A canção XXXO foi listada em #2 entre as melhores faixas do NME de 2010. Além de XXXO o álbum teve mais dois singles que não fizeram tanto sucesso, nem mesmo alcançaram posições maiores nas paradas britânicas. Os singles foram It Takes a Muscle e Internet Connection, que foram, respectivamente, primeiro e segundo single do álbum. O álbum apareceu em várias listas de revistas como um dos melhores álbuns do ano. Depois do sucesso que esse álbum teve, M.I.A. lançou um novo álbum no final de 2012.

### 2011 - presente

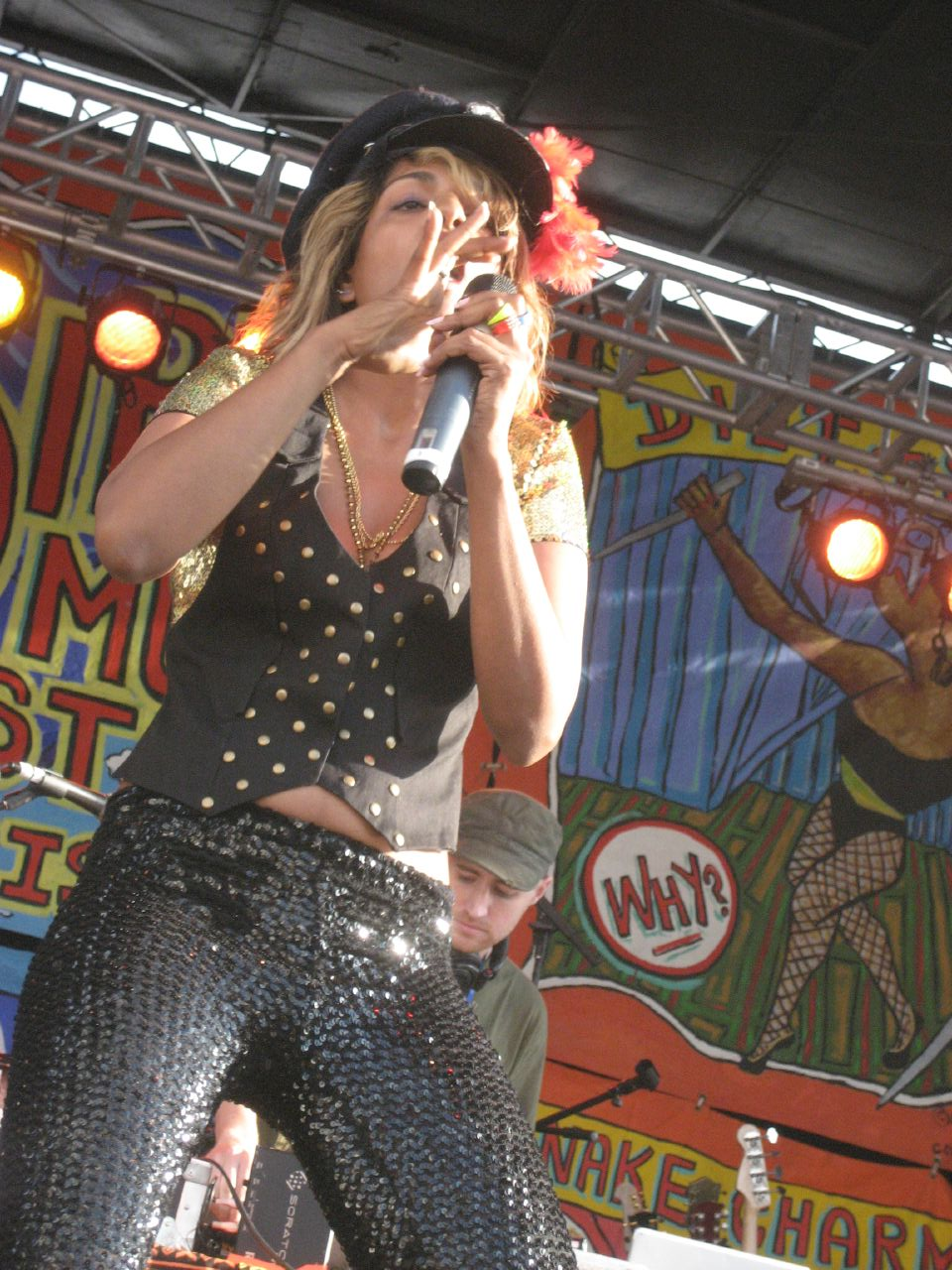
M.I.A. cantando em 2007.

M.I.A. lançou o seu segundo mixtape, Vicki Leekx, em 31 de dezembro de 2010. Em 21 de abril de 2011, foi relatado que M.I.A. tinha estado no estúdio com Chris Brown, the Cataracs, Swizz Beatz e Polow da Don. Ela co-escreveu a música "Give Me All Your Luvin '", com Madonna para o álbum MDNA e participou da faixa B-Day Song que somente se encontra na versão Deluxe. Ela também se apresentou no Super Bowl XLVI show do intervalo; em vez de cantar a letra de "shit" na canção, M.I.A. estendeu o dedo médio para a câmera, chocando todos os 111.3 milhões de americanos que estavam vendo e isto causou (mais uma vez) várias polêmicas para a cantora.
Após isso, lançou o single "Bad Girls" tirada de sua mixtape Vicki Leekx, estreou em 30 de Janeiro de 2012, foi lançado mundialmente no dia seguinte, e foi seguido por um vídeo musical, dirigido por Romain Gavras em 3 de fevereiro de 2012. Este recebeu uma nomeação para Vídeo do Ano no 2012 MTV Video Music Awards. O seu quarto álbum de estúdio, gravado em todo o mundo com colaboradores diferentes, é devido para a liberação em Mercury Records em 2012. Em relação ao seu álbuns anteriores, ela descreveu seu quarto como "basicamente todos eles juntos", semelhante a uma antologia. Em 29 de abril de 2012 ela postou uma prévia de uma nova música para o YouTube, intitulado "Come walk With me". M.I.A. vai participar do novo álbum de Ludacris. O rapper anunciou pelo Twitter onde postaram uma foto dos dois juntos no estúdio.
No dia 5 de Novembro de 2012, ela adiou o seu quarto álbum de estúdio para 2013.
Ainda muito aclamada pela mídia, M.I.A não deixa de ser lembrada pelos seus shows no Lollapalooza 2007, onde , cantando "Paper Planes" escalou os sustendadores (Barras de ferro) do palco, e o Glastonbury 2014 onde espontaneamente cantou "Double Bubble Trouble".

## Vida pessoal

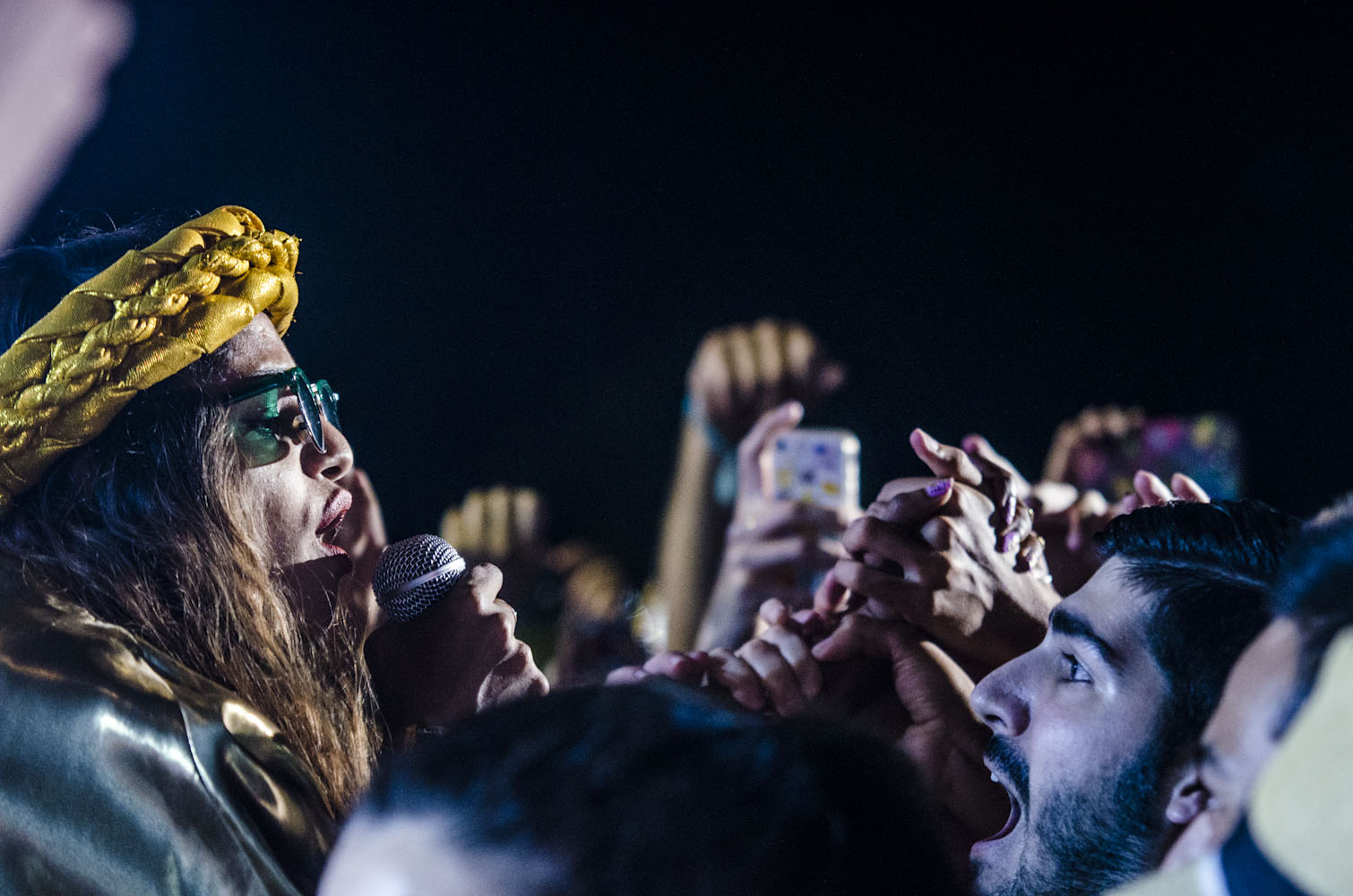
FIB 2014

M.I.A. viveu periodicamente em Crenshaw, em Los Angeles, com seu primo no final de 1990. Ela namorou o DJ Diplo em meados dos anos 2000. De 2006-2008, M.I.A. viveu em Bedford-Stuyvesant, um bairro de Brooklyn, em Nova York, onde conheceu seu primeiro noivo, Benjamin Bronfman Zachary, ambientalista, fundador do Green Owl, músico e descendente da dinastia Bronfman. M.I.A. é dona de uma casa em Brentwood, Los Angeles, nos EUA e divide seu tempo entre lá e a casa de sua mãe em Londres. Ela deu à luz seu filho Ikhyd Edgar Arular Bronfman em 13 de fevereiro de 2009.

## Letras e arte

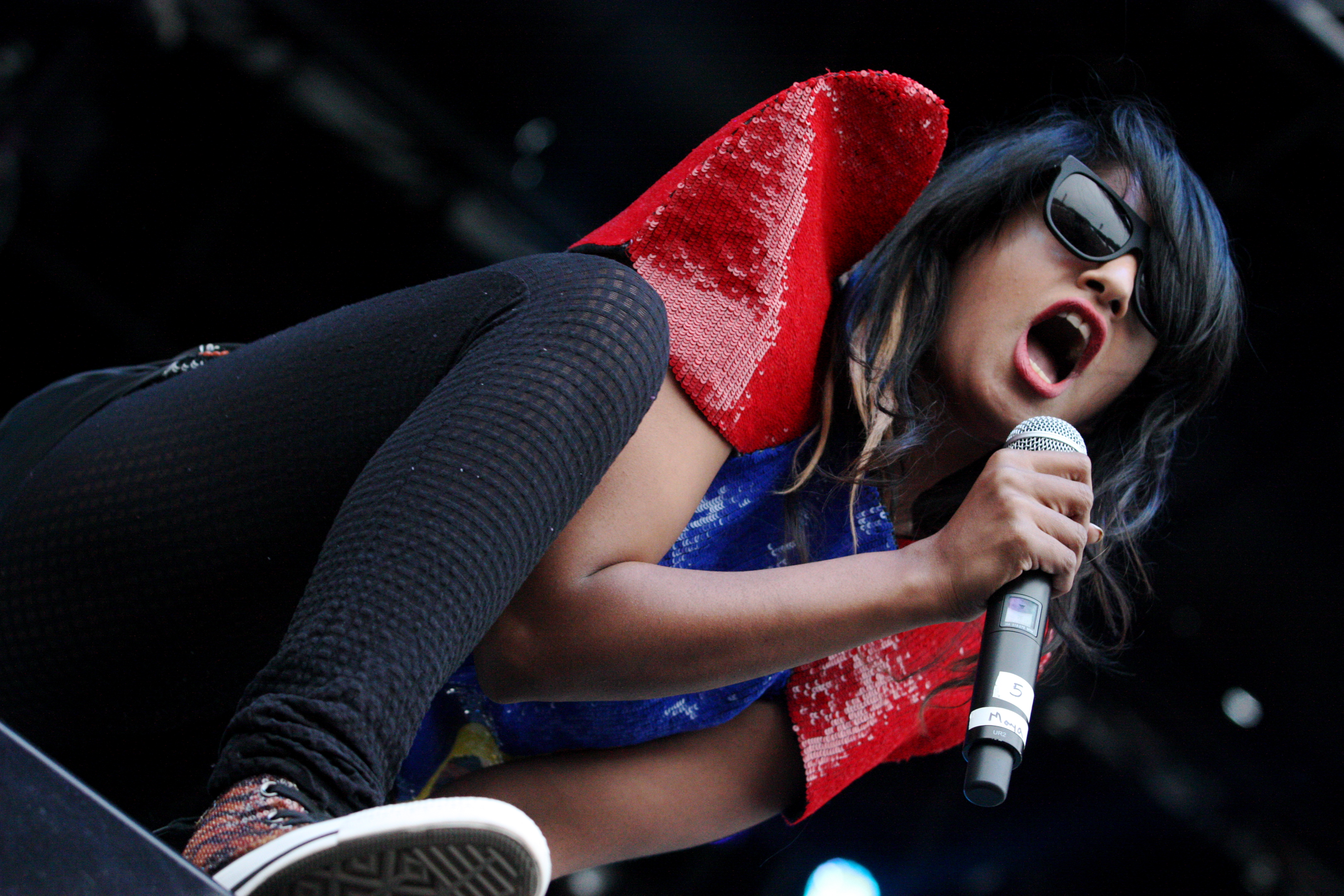
M.I.A. cantando no Outside Lands, em 2009.

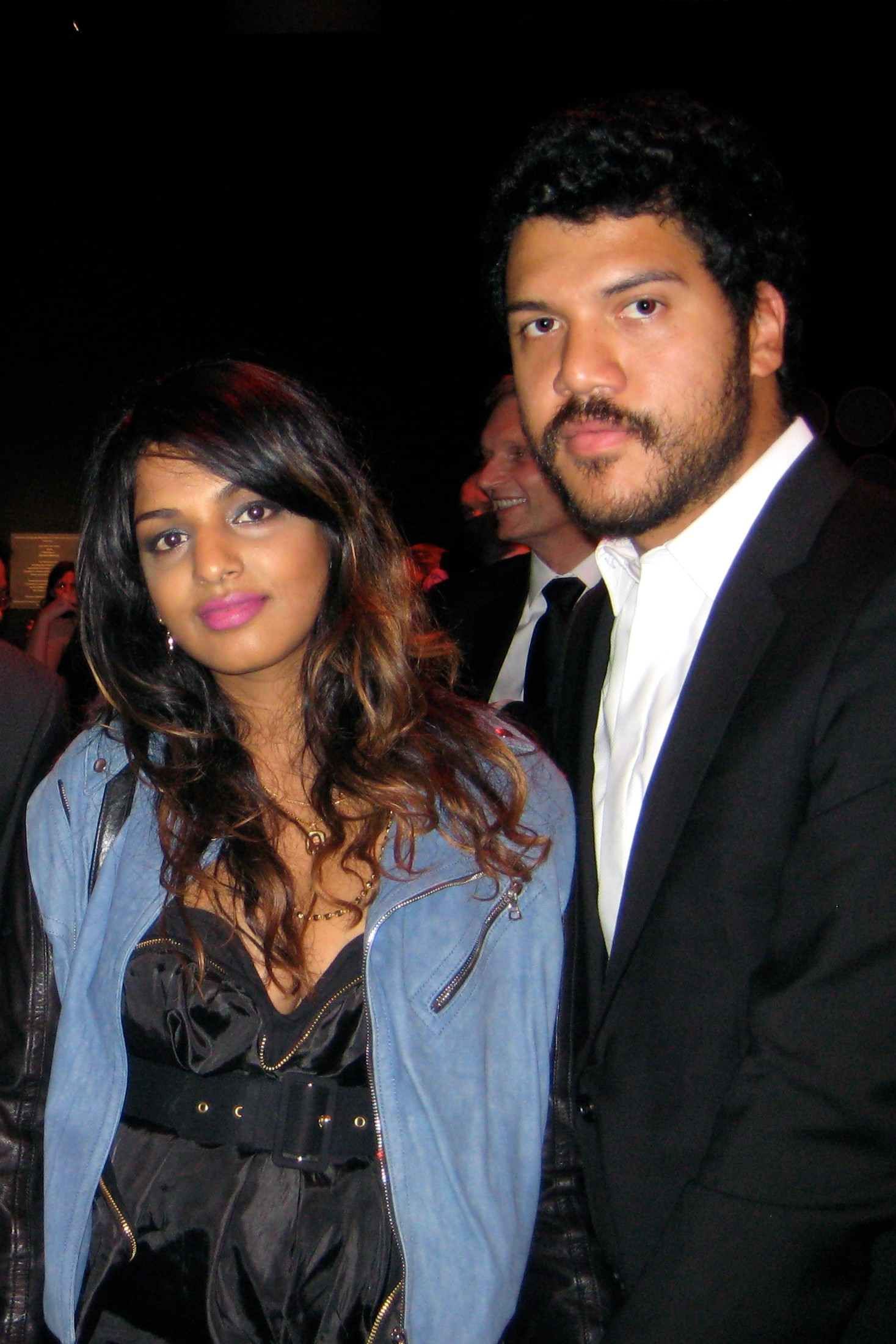
M.I.A. e seu namorado Ben Bronfman.

Reconhecida pela exibição e publicação de vários de seus stencils coloridos e pinturas que retratam o conflito étnico o Sri Lanka e a Grã-Bretanha urbana no início dos anos 2000, MIA tornou-se conhecida por integrar suas imagens da violência política em seus clipes e em suas artes de capa. Letras do álbum Arular são reflexo de suas experiências com políticas de identidade, cultura indie, cultura popular, pobreza, revolução, guerra e com a classe operária em Londres. Referenciando a OLP e os movimentos de independência Tamil na sua estréia, os seus temas, o uso de "culture jamming", gírias multi-linguais, e sua mistura de imagens estridentes e indescritíveis, comentários sociais e histórias têm estimulado o debate sobre a "invigoratingly complexa" política ela destacou os problemas.
Governo visita seu site oficial após lançar seu álbum de estreia em 2005, e EUA recusa em conceder a M.I.A. um visto de viagem após lançar seu álbum de estreia, a par com a sua presença na Lista de Riscos do E.U.A Homeland Security, em 2006, por um breve período, levou à especulação os movimentos foram politicamente motivados. Em seu segundo álbum, Kala, músicas sobre a política de imigração, suas relações pessoais, canções de amor ambientadas na guerra de Darfur e compartilhando suas experiências durante a gravação em Angola, favelas de Trinidad e Libéria, foram muito apreciadas. Seu terceiro álbum Maya, foi considerado o seu mais pessoal, política de informação enfrentam na era digital e mostrou o que alguns sentiram que era um lado mais vulnerável.

## Discografia

### Álbuns de estúdio
| Ano  | Detalhes do Álbum                                                                          |
| ---- | ------------------------------------------------------------------------------------------ |
| 2005 | Arular - Lançamento: 22 de Março de 2005 - Gravadora: XL Recordings                        |
| 2007 | Kala - Lançamento: 8 de Agosto de 2007 - Gravadora: XL Recordings                          |
| 2010 | Maya - Lançamento: 7 de Julho de 2010 - Gravadora: XL Recordings                           |
| 2013 | Matangi - Lançamento: 1 de Novembro de 2013 - Gravadora: N.E.E.T. / Interscope / Universal |
| 2016 | A.I.M. - Lançamento: 9 de Setembro de 2016 - Gravadora: Interscope                         |
| 2022 | Mata - Lançamento: 14 de outubro de 2022 - Gravadora: Island                               |

### Mixtapes
| Ano  | Detalhes do Álbum                                                                |
| ---- | -------------------------------------------------------------------------------- |
| 2004 | Piracy Funds Terrorism - Lançamento: Dezembro de 2004 - Produtor: M.I.A. e Diplo |
| 2010 | Mindfvck - Lançamento: 2010 - Produtor: M.I.A. e Diplo                           |
| 2010 | Vicki Leekx - Lançamento: Dezembro de 2010 - Produtor: Danja e Diplo             |

## Videografia

### Vídeos musicais
- 2005 - "Bucky Done Gun" #88 na ING
- 2005 - "Galang" #77 na ING
- 2005 - "Sunshowers" #93 na ING
- 2006 - "Boyz"
- 2007 - "Jimmy" #66 na ING
- 2007 - "Paper Planes"  #19 na ING, #4 no EUA, #66 na AUS, #7 no CAN
- 2010 - "Born Free"
- 2010 - "XXXO" #26 na ING, #74 na AUS
- 2012 - "Bad Girls" #43 na ING, #81 na AUS, #92 no CAN
- 2013 - "Bring The Noize"
- 2013 - "Y.A.L.A."
- 2014 - "Double Bubble Trouble"
- 2016 - "Borders"
- 2016 - "Go Off"
- 2017 - "Finally"